# Štefanovce (Vranov nad Topľou)
Štefanovce (ungarisch Istvántelke – bis 1907 Stefanóc) ist eine Gemeinde im Osten der Slowakei mit 86 Einwohnern (Stand 31. Dezember 2024), die im Okres Vranov nad Topľou, einem Teil des Prešovský kraj, liegt.

## Geographie
Die Gemeinde befindet sich im Südteil der Niederen Beskiden im Bergland Ondavská vrchovina, am Oberlauf des Baches Tovarniansky potok im Einzugsgebiet der Ondavka und weiter der Ondava. Das Ortszentrum liegt auf einer Höhe von 213 m n.m. und ist 17 Kilometer von Vranov nad Topľou sowie 20 Kilometer von Humenné entfernt.
Nachbargemeinden sind Žalobín im Westen und Norden, Karná im Nordosten, Lieskovec im Osten, Topoľovka im Südosten, Tovarné im Süden und Ondavské Matiašovce im Südwesten.

## Geschichte
Štefanovce wurde zum ersten Mal 1479 als Sthefanocz schriftlich erwähnt. Das Dorf war anfangs Teil der Herrschaft von Humenné, im späten 16. Jahrhundert kamen weitere Siedler hinzu. Im 18. Jahrhundert stammten die Gutsherren aus den Familien Barkóczy und Szirmay, die die Ländereien bis ins 20. Jahrhundert besaßen.
1557 wurden vier Porta verzeichnet. 1715 gab es 12 verlassene und sechs bewohnte Haushalte. 1787 hatte die Ortschaft 38 Häuser und 273 Einwohner, 1828 zählte man 36 Häuser und 250 Einwohner, die als Landwirte tätig waren.
Bis 1918 gehörte der im Komitat Semplin liegende Ort zum Königreich Ungarn und kam danach zur Tschechoslowakei beziehungsweise heute Slowakei. 1944 und 1945 nahmen die Einwohner an Partisanengefechten teil. Nach dem Zweiten Weltkrieg pendelte ein Teil der Einwohner zur Arbeit nach Strážske, Humenné, Hencovce und Košice, die Landwirte waren privat organisiert.

## Bevölkerung
| Jahr                | 1994 | 2004    | 2014    | 2024     |
| ------------------- | ---- | ------- | ------- | -------- |
| Anzahl der Personen | 109  | 110     | 113     | 86       |
| Unterschied         |      | +0,91 % | +2,72 % | −23,89 % |

| Jahr                | 2023 | 2024    |
| ------------------- | ---- | ------- |
| Anzahl der Personen | 94   | 86      |
| Unterschied         |      | −8,51 % |

Nach der Volkszählung 2011 wohnten in Štefanovce 113 Einwohner, davon 109 Slowaken und zwei Mährer. Zwei Einwohner machten keine Angabe zur Ethnie.
55 Einwohner bekannten sich zur griechisch-katholischen Kirche, 49 Einwohner zur römisch-katholischen Kirche und ein Einwohner zur Evangelischen Kirche A. B. Ein Einwohner war konfessionslos und bei sieben Einwohnern wurde die Konfession nicht ermittelt.

## Bauwerke und Denkmäler
- griechisch-katholische Kirche Entschlafung der allheiligen Gottesmutter aus dem Jahr 1783, 1910 saniert[6]

## Verkehr
Nach Štefanovce führt die Cesta III. triedy 3638 („Straße 3. Ordnung“) von Tovarné (Anschluss an die Cesta II. triedy 558 („Straße 2. Ordnung“)) heraus.